# Klášter Beaulieu-sur-Dordogne
Klášter sv. Petra v Beaulieu-sur-Dordogne (fr. L'Abbatiale saint-Pierre de Beaulieu-sur-Dordogne) je benediktinské opatství ve vsi Beaulieu-sur-Dordogne ve francouzském departementu Corrèze.
Klášter byl založen v letech 840-841 Radulfem z Turenne, arcibiskupem z Bourges. Největší rozkvět zažil v 11. století, kdy se zdejší osazenstvo přidalo ke clunyjské reformě. Dodnes dochované části klášterní budovy pocházejí z 11. až 13. století a jsou důkazem o bohatství románské architektury. Opatství bylo jednou ze zastávek na poutní cestě do Santiaga de Compostela.